# Carlo de’ Dottori

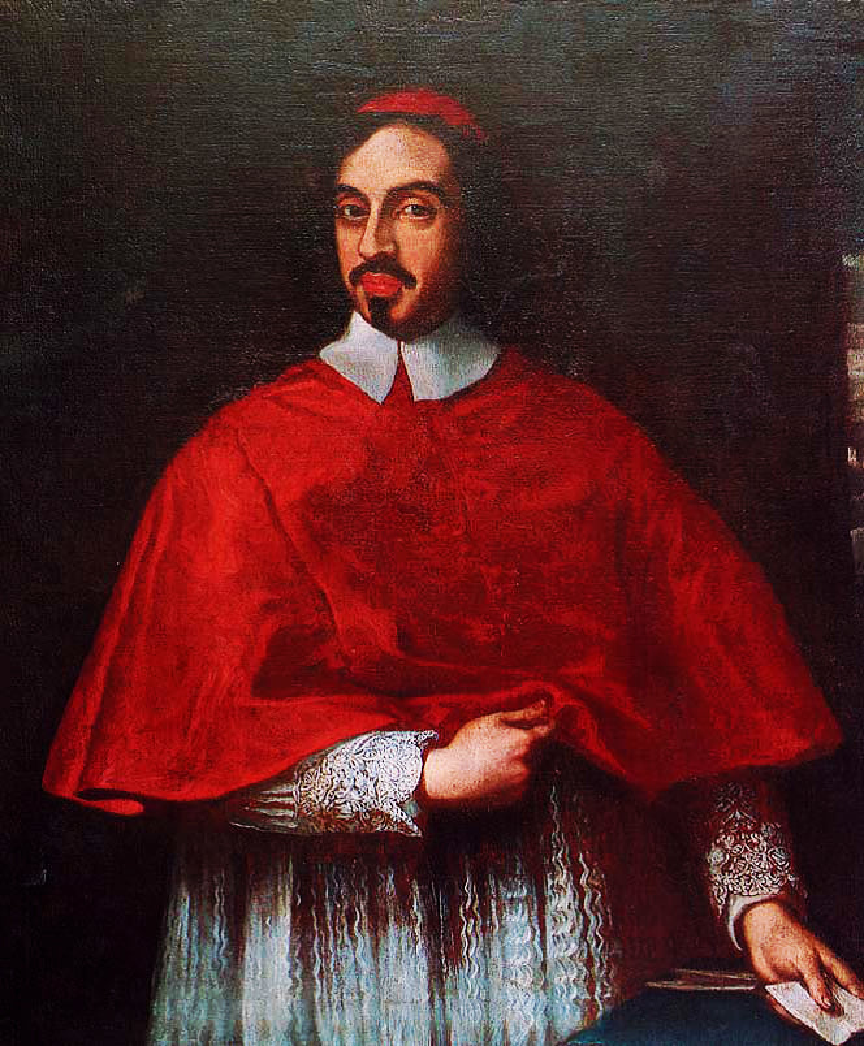
Kardinaal Rinaldo d'Este in Rome, een van zijn beschermheren

Carlo (de’) Dottori (Padua, 9 oktober 1618 – aldaar, 23 juli 1686) was een Noord-Italiaans dichter, toneelschrijver, avonturier en uiteindelijk stadsbestuurder van Padua. Hij leefde in de republiek Venetië waartoe Padua behoorde.

## Levensloop
Dottori was een telg uit een oud patriciërsgeslacht van de stad Padua. Hij had een tumultueuze jeugd; zo leefde hij ’s nachts waarbij hij met vrienden pistolen leeg schoot. Zijn universitaire studies in Padua maakte hij niet af. Dottori was lid van een jeugdbende die Padua en Venetië, de hoofdstad van de republiek, teisterde. In 1641 vloog hij voor enkele maanden achter de tralies in Venetië na een affaire met jongedames en dreigementen aan het adres van de Venetiaanse overheid.
Eenmaal vrij begon Dottori een carrière van schrijven en dichten. Zijn eerste gedicht La Prigione (1643) ging namelijk over zijn gevangeniservaring. 
Hij ging een relatie aan met prins-kardinaal Leopoldo de Medici (1617-1675) en bood nadien zijn diensten aan aan kardinaal Rinaldo d’Este (1618-1672) in Rome. Deze schonk hem financiële middelen om zijn literaire carrière uit te bouwen. Terug in Padua  bekleedde hij verschillende ambten na elkaar (jaren 1650-1660) in het stadsbestuur. Dottori was ondertussen gehuwd met Lodovica Botton uit Padua. Financieel werd hij ondersteund door de ambassadeur van het Oostenrijkse Huis Habsburg in de republiek Venetië. In zijn gedichten omschreef hij de Oostenrijkers op lovende wijze. Met Francesco Redi, een dichter-medicus en hoogleraar uit Pisa, had hij een uitgebreide correspondentie.
Hij stierf in Padua in 1686.

## Werken
Dottori laat ettelijke werken na. Het gaat zowel om melodrama’s, rijmen met satirische ondertoon, burleske theaterstukjes als ernstige gedichten met de Griekse mythologie als thema. De belangrijkste werken van zijn hand zijn:
- La Prigione of De Gevangenis (1643). Satirisch gedicht over het gevangenisleven in Venetië.
- Poesie liriche (1643).
- L’Asino of De Ezel (1652). Dit is een gedicht met heroïsche en komische ondertonen. Dottori liet zich inspireren door een middeleeuwse veldslag tussen Padua en Vicenza in het jaar 1196. De militie uit Padua stal de banier van Vicenza waarop hun symbool de ezel prijkte. Dit is het begin van een spotternij in Padua. Het gedicht ondertekende hij niet met zijn naam, maar met de anagram Iraldo Crotta.
- La Galeata of De Kombuis. Een idyllisch gedicht met humor.
- Ippolita e David pentito. Een melodrama.
- Bianca de' Rossi. Een dramastuk.
- Zenobia di Radamisto. Eveneens een dramastuk.
- Aristodemo (1675). Dit is voor sommigen zijn meesterwerk.[2] Aristodemo is een tragisch theaterstuk met als hoofdpersoon de Messeniër Aristodemus in het Oude Griekenland. Zijn tragisch leven dat eruit bestond de koningstroon der Messeniërs te veroveren en nadien ten onder te gaan, inspireerde Dottori.